# Profetieën in het bahai-geloof
Bahai-profetieën zijn toekomstige gebeurtenissen die in de bahai-geschriften zijn voorspeld. De meest specifieke profetieën zijn gerelateerd aan de opkomst en ondergang van leiders en organisaties. De meeste van deze voorspellingen kunnen gevonden worden in de tafelen van Bahá'u'lláh aan de koningen en heersers van de wereld en in de Kitáb-i-Aqdas.
Vooral krachtig voor de vroege bahai-gelovigen was Bahá'u'lláhs voorspelling in 1868/69 van de val van sultan Abdülaziz, die werd afgezet in 1876. Andere profetieën, met inbegrip van verklaringen van 'Abdu'l-Bahá, zijn algemener van aard, met betrekking tot de toekomstige maatschappij en de opkomst van het bahai-geloof.

## De ondergang van verschillende heersers

### Sultan Abdülaziz
Bahá'u'lláh voorspelt in de Súriy-i-Ra'ís en de Lawh-i-Fu'ád dat sultan Abdülaziz de controle over het Ottomaanse Rijk zal verliezen. Bahá'u'lláh schreef aan 'Ali Pasha, de Ottomaanse minister-president:
"De dag nadert dat het Land van Mysterie (Adrianopel) en wat er bij behoort zal veranderen en de koning uit handen zal vallen. Onlusten zullen ontstaan, geweeklaag zal opstijgen, overal zullen verderfelijke praktijken aan het licht komen en er zal verwarring heersen door hetgeen deze gevangenen (Bahá'u'lláh en zijn metgezellen) door de schare van verdrukking is aangedaan."
(Bahá'u'lláh, Súriy-i-Ra’ís, augustus 1868)
Later, in de Lawh-i-Fu'ád (1869) vergelijkt Bahá'u'lláh de sultan en zijn minister-president met Nimrod en de Farao die opstonden tegen Abraham en Mozes en schrijft dat zij hun macht zullen verliezen:
"Spoedig zullen Wij diegene ('Alí Páshá) wegzenden die net zo was als hij, en
zullen Wij hun leider (Sultán Abdu'l-'Azíz) aangrijpen, die het land regeert..."
(Bahá'u'lláh, Lawh-i-Fu'ád, 1869)
Sultan Abdülaziz werd op 30 mei 1876 afgezet en veertien dagen later werd hij dood gevonden in het paleis waar hij was opgesloten.
De profetieën in de Lawh-i-Fu'ád met betrekking tot de ondergang van de sultan en de minister-president hebben een belangrijke rol gespeeld in Mírzá Abu'l-Fadls bekering tot het geloof.

### `Ali Pasha
`Ali Pasha was de minister-president van het Ottomaanse Rijk onder sultan Abdülaziz; Bahá'u'lláh noemde hem "de leider". Bahá'u'lláh voorspelt in de Súriy-i-Ra'ís en de Lawh-i-Ra'ís dat hij zijn macht zal en rang verliezen. In augustus 1868 schreef Bahá'u'lláh naar hem:
"O minister, u hebt bedreven hetgeen Mohammed, de Apostel van God, in het allerhoogste Paradijs deed kreunen. De wereld heeft u hoogmoedig gemaakt, zozeer zelfs, dat u zich hebt afgekeerd van het Aangezicht door welks glans de Schare in den hoge wordt verlicht. Spoedig zult u zich in grote moeilijkheden bevinden."
(Bahá'u'lláh, Súriy-i-Ra’ís, 1868)
In een andere brief verklaart Bahá'u'lláh nogmaals dat hij zijn rang en glorie zal verliezen:
"Eerlang zal Zijn (Gods) gramschap over u komen, revoluties zullen uitbreken en uw landen zullen worden verdeeld! ..."
(Bahá'u'lláh, Lawh-i-Ra’ís, 1868)
`Ali Pasha overleed gedurende zijn functie als minister-president in 1871 na drie maanden van ziekte.

### Napoleon III
Napoleon III was de keizer van Frankrijk van 1852 tot 1870. In 1869 schreef Bahá'u'lláh een brief aan hem, waarin hij waarschuwde dat als Napoleon III Bahá'u'lláhs woorden niet zou accepteren, hij zijn koninkrijk zou verliezen en dat er commotie in Frankrijk zou optreden:
"Door uw daden zal uw koninkrijk ten onder gaan en uw keizerrijk zal u uit handen worden genomen als een straf voor hetgeen u hebt bedreven. Dan zult u weten hoe u onmiskenbaar hebt gedwaald. Beroeringen zullen het land teisteren, tenzij u opstaat om deze Zaak te steunen en u Hem die de geest van God is (Jezus Christus) in dit rechte pad volgt. Heeft uw pracht en praal u hoogmoedig gemaakt? Bij Mijn leven! Dit zal niet blijven; neen dit zal spoedig voorbij gaan, tenzij u zich aan dit sterke Koord vastklemt. Wij zien vernedering achter u aansnellen, terwijl u behoort tot hen die onachtzaam zijn."
(Bahá'u'lláh, Súriy-i-Haykal, 1869)
Binnen het jaar van de strijd tegen de Pruisen in juli 1870 werd de keizer gevangengenomen tijdens de Slag bij Sedan (2 september) en werd afgezet door de troepen van de Derde Franse Republiek in Parijs. Twee dagen later werd hij in ballingschap gestuurd naar Engeland, waar hij stierf.

### Kalifaat
Bahá'u'lláh profeteerde de val van het kalifaat, de titel van het staatshoofd in het Soennisme. Vanaf 1517 was de Ottomaanse sultan tevens de kalief van de islam en tussen 1517 en 1924 stond het Ottomaanse Rijk synoniem voor het kalifaat en de islamitische staat. Bahá'u'lláh, zich richtend tot de inwoners van Constantinopel, de hoofdstad van het Ottomaanse Rijk, schreef in de Kitáb-i-Aqdas (voltooid in 1873) dat de leiders van Constantinopel, de kalief, een bron van tirannie was en dat ze de controle zouden verliezen:
O inwoners van Constantinopel! Luistert, vanuit uw midden horen Wij de onheilspellende roep van de uil. Heeft de roes van hartstocht u in zijn greep, of zijt gij weggezonken in achteloosheid? O Plek die aan de kust van de twee zeeën is gelegen! De troon van tirannie is waarlijk op u gevestigd, en de vlam van haat is in uw boezem ontstoken, zodanig dat de Schare in den hoge en zij die rond de Verheven Troon cirkelen, wenen en weeklagen. Wij zien bij u de dwazen over de wijzen heersen, en duisternis zich erop beroemen beter te zijn dan licht. Gij zijt waarlijk vervuld van onmiskenbare trots. Is uw uiterlijke pracht u naar het hoofd gestegen? Bij Hem Die de Heer der mensheid is! Deze pracht zal spoedig vergaan, en uw dochters en uw weduwen, en allen die binnen uw muren wonen, zullen weeklagen.
(Bahá'u'lláh, Kitáb-i-Aqdas, 1873)
Op 3 maart 1924 schafte de eerste president van de Turkse republiek, Mustafa Kemal Atatürk, de instelling van het kalifaat grondwettelijk af. Haar bevoegdheden werden overgedragen aan de Grote Nationale Assemblee van Turkije (parlement) van de nieuw gevormde Turkse natie-staat en de titel is sindsdien inactief.

## De opkomst en val van het communisme
De opkomst en val van het communisme:
"...Volkomen gelijkheid echter, is al even onmogelijk, want volkomen gelijkheid betreffende rijkdom, ereposten, handel, landbouw en industrie zou eindigen in wanorde en chaos, in desorganisatie van de middelen van bestaan en in algemene teleurstelling; de orde van de gemeenschap zou geheel worden vernietigd."
('Abdu'l-Bahá, Beantwoorde vragen, 1904-6, Hoofdstuk LXXVIII)
"Moderne internationale bewegingen zullen hun best doen hun doeleinden en oogmerken te verwezenlijken. De linkse beweging zal van grote betekenis worden en zijn invloed zal zich uitbreiden."
('Abdu'l-Bahá in januari 1920, geciteerd in World Order of Bahá'u'lláh)
"De belangrijkste afgoden in de ontheiligde tempel van de mensheid zijn niets anders dan de drie goden van nationalisme, racisme en het communisme, tot wier altaren regeringen en volkeren, democratisch of totalitair, in vrede of oorlog, van het oosten of van het westen, christelijk of islamitisch, zijn, in verschillende vormen en in verschillende mate, nu aanbidden."
(Shoghi Effendi, The Promised Day is Come, gepubliceerd in 1941)

## Het uitbreken van Wereldoorlogen
De val van koninkrijken in Europa in 1917:
"Wij staan aan de vooravond van de slag van Armageddon, genoemd in het zestiende hoofdstuk van de Openbaring van Johannes. Over twee jaar zal een enkele vonk heel Europa doen ontvlammen. De sociale onrust in alle landen en het groeiende godsdienstige scepticisme, die aan het duizendjarige rijk voorafgaan, bestaan reeds en zullen geheel Europa in brand steken, zoals in het boek Daniël en de Openbaring van Johannes is voorspeld. Tegen 1917 zullen koninkrijken vallen en zullen grote rampen de wereld op zijn grondvesten doen schudden..."
('Abdu'l-Bahá in oktober 1912, geciteerd in Esslemont, Bahá'u'lláh en het Nieuwe Tijdperk)
Het uitbreken van de Tweede Wereldoorlog, betrokkenheid van de Balkan:
"...[zullen] deze chronische ziekten nooit worden genezen, neen, zij zullen zelfs van dag tot dag heviger worden. De Balkanlanden zullen onrustig blijven en hun toestand zal verergeren. De overwonnenen zullen niet stil blijven zitten, maar alle middelen aangrijpen om opnieuw de oorlogsfakkel te ontsteken..."
('Abdu'l-Bahá in januari 1920, geciteerd in World Order of Bahá'u'lláh)
Het lijden van Duitsland in twee oorlogen:
"O oevers van de Rijn! Wij zagen u bedekt met bloed, aangezien de zwaarden van vergelding tegen u werden getrokken; en dit zal u nogmaals gebeuren. En Wij horen het weeklagen van Berlijn, ofschoon zij heden in volle luister praalt."
(Bahá'u'lláh, Kitáb-i-Aqdas, 1873)

## Wetenschappelijke ontdekkingen
Bahá'u'lláh schreef:
"Vreemde en verbazingwekkende dingen bestaan er in de aarde, maar deze zijn verborgen voor het verstand en het begrip der mensen. Deze dingen zijn in staat de hele dampkring van de aarde te veranderen en besmetting erdoor zal dodelijk blijken te zijn."
(Bahá'u'lláh, Kalimat-i-Firdawsíyyih (Woorden van het Paradijs), c.1879-91)
Sommigen interpreteren dit als een uitspraak over de ontdekking van kernenergie en het gebruik van nucleaire wapens. Bahá'u'lláh schreef ook dat planeten zouden worden gevonden rond andere sterren, en dat het leven zou worden gevonden op die planeten:
"Weet dat iedere vaste ster haar eigen planeten heeft en iedere planeet haar eigen schepselen wier aantal geen mens kan berekenen."
(Bahá'u'lláh, Bloemlezing uit de Geschriften van Bahá'u'lláh, Sectie LXXXII)
Het huidige begrip van stervorming erkent het vormen van planeten rond elke ster. Echter, het bestaan van buitenaards leven is niet bevestigd.

## De oprichting van een Wereldgemenebest

### De Kleine Vrede
Shoghi Effendi schreef:
"... moet leiden, hoe lang en kronkelig de weg ook moge zijn, na een reeks van overwinningen en tegenslagen, tot de politieke eenwording van het oostelijke en westelijk halfrond, tot de opkomst van een wereldregering en de vestiging van de Kleine Vrede, zoals voorspeld door Bahá‘u’lláh en aangekondigd door de Profeet Jesaja."
(Shoghi Effendi, Citadel of Faith, 1947)

### Tekenen voor de volwassenwording van het mensdom
Bahá'u'lláh schreef in de Kitáb-i-Aqdas:
"Wij hebben twee tekenen vastgesteld voor de volwassenwording van het mensdom: het eerste, welke de stevigste grondslag is, hebben Wij in andere Tafelen opgetekend, terwijl het tweede in dit wonderbaarlijke Boek is geopenbaard."
(Bahá'u'lláh, Kitáb-i-Aqdas, 1873)
Het eerste teken verwijst naar de selectie van een enkele taal en de vaststelling van een gemeenschappelijk schrift:
"O parlementsleden overal ter wereld! Kiest één enkele taal die door allen op aarde zal worden gebruikt, en neemt eveneens een gemeenschappelijk schrift aan... Dit zal tot eenheid leiden, kon gij het slechts bevatten, en het voornaamste instrument zijn ter bevordering van harmonie en beschaving, hoe wenste Ik dat gij het mocht begrijpen!"
(Bahá'u'lláh, Kitáb-i-Aqdas, 1873)
Het tweede teken verwijst naar het ontstaan van een 'goddelijke filosofie', die de ontdekking van een radicale benadering van de transmutatie van elementen omvat:
"Overdenkt de twijfels welke zij die zich gelijkstelden met God hebben gezaaid in het hart der mensen van dit land. "Is het ooit mogelijk", vragen zij, "dat koper kan worden omgezet in goud?" Zeg: Ja, bij mijn Heer, het is mogelijk. Het geheim ervan ligt evenwel in Onze Kennis verborgen. Wij zullen het onthullen aan wie Wij wensen. Al wie Onze macht in twijfel trekt, laat hij de Heer zijn God vragen, opdat Hij hem het geheim zal onthullen en hem overtuigen van de waarheid ervan. Dat koper in goud kan worden veranderd is op zichzelf een voldoende bewijs dat goud evenzo veranderd kan worden in koper, wanneer zij behoren tot hen die deze waarheid kunnen begrijpen. Van ieder mineraal kan de dichtheid, vorm en substantie worden verkregen van elk ander mineraal. De kennis daarvan ligt bij Ons in het Verborgen Boek."
(Bahá'u'lláh, Bloemlezing uit de Geschriften van Bahá'u'lláh, XCVII, ongedateerd)
In een tafel van Bahá'u'lláh gericht aan Shaykh Salman, noemt hij een derde teken, dat is dat niemand zal accepteren om het gewicht van koningschap te dragen:
"Een van de tekenen van de volwassenheid van de wereld is dat niemand zal aanvaarden het gewicht van het koningschap te dragen. Het koningschap zal aan niemand blijven die het gewicht ervan alleen wil dragen. Dat zal de dag zijn waarop onder de mensen wijsheid geopenbaard zal worden."
(Bahá'u'lláh, ongedateerd, geciteerd in Shoghi Effendi, The Promised Day is Come)

### De oprichting van een Wereldgemenebest
Shoghi Effendi schrijft:
"De eenheid van het mensenras, zoals aangegeven door Bahá’u’lláh, sluit de oprichting in van een wereldgemenebest, waarin alle naties, rassen, geloven en klassen nauw en duurzaam worden verenigd en waarin de autonomie van de lidstaten en de persoonlijke vrijheid en het initiatief van de burgers definitief en volledig worden gewaarborgd... "
"Een wereldomvattend federaal systeem, dat de gehele aarde bestuurt en een onbetwistbaar gezag uitoefent over de onvoorstelbaar grote hulpbronnen, de idealen van Oost en West vermengt en in zich verenigt, vrijgemaakt van de vloek en de ellende van oorlog, en gericht op de exploitatie van alle beschikbare energiebronnen op aarde. Een systeem, waarin macht tot de dienaar van gerechtigheid is gemaakt, welks bestaan wordt geschraagd door de universele erkenning van één God en de trouw aan één algemene openbaring – dit is het doel waarnaar de mensheid, gedreven door de verenigende levenskrachten, zich beweegt."
(Shoghi Effendi, Oproep aan de volkeren der wereld, 1936)
Dit gemenebest zal bestaan uit:
- Een mondiaal wetgevende macht.
- Een mondiaal uitvoerende macht, gesteund door een internationale troepenmacht.
- Een wereldgerechtshof.

Verdere kenmerken:
- Een intercontinentaal communicatiesysteem.
- Een wereldmetropolis dat als zenuwcentrum van een wereldbeschaving zal dienen.
- Een wereldtaal, wereldschrift en wereldliteratuur.
- Een wereldmuntstelsel, uniforme maten en gewichten.
- Wetenschap en religie zullen samenwerken en zich harmonieus ontwikkelen.
- De pers zal vrij zijn van de invloed van wedijverende regeringen en volkeren.
- De economische hulpbronnen wereldwijd zullen worden georganiseerd, de bronnen van grondstoffen zullen worden aangeboord en ten volle worden benut, de verdeling van de producten zal rechtvaardig worden geregeld.
- Nationale wedijver, haat en intriges zullen ophouden te bestaan.
- De oorzaken van godsdiensttwisten zullen voorgoed verdwijnen.
- Economische barrières en restricties zullen volledig worden afgeschaft en buitensporige klassentegenstellingen zullen vervagen.
- Uiterste armoede aan de ene kant en grove opeenhoping van privé-bezit aan de andere kant zullen verdwijnen.
- Een grote toename van uitvindingen, technische ontwikkelingen, productiviteit en wetenschappelijk onderzoek.
- Het uitbannen van ziekte en het verhogen van het gezondheidspeil.
- Het verscherpen en verfijnen van de menselijke geest.
- Het verlengen van de levensduur van de mens.
- De bevordering van ieder hulpmiddel dat het intellectuele, morele en geestelijke leven van het gehele mensenras kan stimuleren.

### De Allergrootste Vrede
Shoghi Effendi schreef:
"De Allergrootste Vrede... een vrede die onvermijdelijk moet komen als het praktische vervolg op de vergeestelijking van de wereld en de samensmelting van alle rassen, gezindten."
(Shoghi Effendi, Oproep aan de volkeren der wereld, 1936)

## De volgende Manifestatie van God
Bahá'u'lláh verklaart in de Kitáb-i-Aqdas dat de volgende Manifestatie van God niet zal verschijnen voor 1000 jaar zijn verstreken sinds 1863, het jaar waarin Bahá'u'lláh zijn claim een openbaring van God te hebben ontvangen bekendmaakte:
"Al wie aanspraak maakt op een Openbaring rechtstreeks van God alvorens duizend jaar ten volle zijn verstreken, is voorzeker een leugenaar en een bedrieger. Wij smeken God dat Hij hem genadiglijk moge bijstaan zulk een aanspraak te herroepen en er afstand van te doen. Mocht hij berouw hebben, dan zal God hem ongetwijfeld vergeven.... Al wie dit vers anders uitlegt dan naar zijn duidelijke betekenis, is verstoken van de Geest Gods en van Zijn barmhartigheid die al het geschapene omvat..."
(Bahá'u'lláh, Kitáb-i-Aqdas, 1873)